# Націлені на результат. Що насправді мотивує людей
Націлені на результат. Що насправді мотивує людей (англ. Why Motivating People Doesn't Work... and What Does: The New Science of Leading, Energizing, and Engaging) — книга Сьюзен Фовлер, вперше була опублікована американським видавництвом «Berrett-Koehler Publishers» 14 вересня 2014. Українською мовою перекладено та опубліковано у 2018 році видавництвом «Наш формат» (перекладач — Юлія Кузьменко).

## Огляд книги
Застосовуючи нові, часто несподівані психологічні відкриття, Сьюзен Фовлер викладає перевірену модель і план дій, який допоможе керівникам спрямовувати своїх підлеглих до мотивації, яка не тільки підвищує продуктивність та зацікавленість, але і дає їм глибоке розуміння мети та виконання.

### Передумова
Як старший консалтинговий партнер у компанії The Ken Blanchard Companies відомого американського автора та мотиваційного коуча Кена Бланшера (англ. Ken Blanchard), Сьюзен Фовлер 20 років вивчала науку мотивації, що призвело її до розробки, перевірки та вдосконалення науково обґрунтованого підходу до мотивації в реальних умовах бізнесу.
Основне розуміння наукової мотивації полягає в тому, що лідери не можуть мотивувати працівників, оскільки люди вже мотивовані, але, занадто часто, не оптимально. Різниця між залученою і звільненою людиною — це не брак мотивації, але її якість. Причини, за якими вони мотивовані, сприяють підвищенню рівня цінності, креативності, інновацій, стабільного фокусу та підвищеної продуктивності (оптимальні), або перешкоджати їм (субоптимальні).
З цього висновку випливає: ключем до довгострокової взаємодії є повсякденна переорієнтація на оптимальну мотивацію. Незважаючи на переконливі дослідження, які доводять, що теорії «батога і пряника» не працюють, керівники продовжують їх використовувати. Не тому, що вони не знають про наукові підходи, а тому, що не розуміють їх альтернатив і не знають, які навички потрібні для застосування нової науки про мотивацію.

### Резюме книги
Якщо ви відчуваєте, що ваші зусилля, спрямовані на мотивацію працівників, не приносять очікуваних результатів, ви не самотні. У своєї книзі «Націлені на результат. Що насправді мотивує людей» Сьюзен Фовлер доводить, що мотивація людей не працює і допомагає керівникам зрозуміти, що вони можуть зробити, як вийти за межі традиційних стилів мотивації, щоб допомогти людям не тільки бути більш продуктивними та зацікавленими, а й привернути увагу до своєї праці.
«Ви можете використовувати всю вашу силу, яка намагається мотивувати людей, але це не спрацює, якщо ви хочете, щоб вони мали оптимальний підхід до мотивації. Перехід до оптимального мотиваційного світогляду — це те, що люди можуть робити лише для себе», пише Фовлер.
Вона представляє перевірену модель та курс дій, який допоможе керівникам спрямовувати своїх співробітників до типу мотивації, яка підвищить продуктивність та зацікавленість. Її процес оптимальної мотивації показує лідерам, як допомогти людям задовольнити їхні потреби в автономії, пов'язаної з ними та їх працею, і компетентності щодо довгострокової мотивації. Основне — це наша потреба відчувати, що ми робимо внесок в щось більше, ніж ми самі. Це важливо як для керівників, щоб допомогти своїм працівникам відчувати всю свою роботу, так і для організації в цілому.
Фовлер завершує свої глибокі думки про мотивацію, переосмисливши п'ять переконань, які, за її словами, ускладнюють мотивацію робочого місця. Ці руйнівні вірування містять розповсюджену думку: нічого особистого, це просто бізнес, а мета бізнесу — заробляти гроші, керівники знаходяться в положенні влади, єдина річ, яка дійсно має значення, — це результат, і якщо ви не можете це виміряти, це не має значення. Як лідер, ви можете активувати оптимальну мотивацію для себе, щоб стати прикладом для інших в своїй організації з розумінням того, чому мотивація людей не працює… і що робить.

### Відгуки
— «У цій захопливій книзі Сьюзен Фовлер показує, чому ви повинні припинити годування своїх працівників емоційною нездорової їжею неефективних, короткочасних нагород, і як ви можете перетворити свій стиль керівництва на створення оптимального мотиваційного світогляду». — Стів Девіс, виконавчий віце-президент CenturyLink
 — «Переконливе нагадування про те, що лідерство — це майстерність, яку може засвоїти лише захоплюючи серця та розум людей, якими ви керуєте. Питання не в тому, що ваші люди мотивовані, але чому. Сьюзен Фовлер представляє нову парадигму мотивації, просту альтернативу, яка вже давно актуальна». — Лорі Лоренц, старший директор з маркетингу, Hewlett-Packard
- Книга «Націлені на результат. Що насправді мотивує людей» Сьюзен Фовлер була обрана в Soundview Executive Book Summaries (портал книжкових оглядів) однією з 30 кращих бізнес-книг 2014 року.

## Переклади українською
- Сьюзен Фовлер. Націлені на результат. Що насправді мотивує людей / пер. Юлія Кузьменко. — К.: Наш Формат, 2018. — 168 с. — ISBN 978-617-7552-55-9.